# Gevangenis van Landsberg

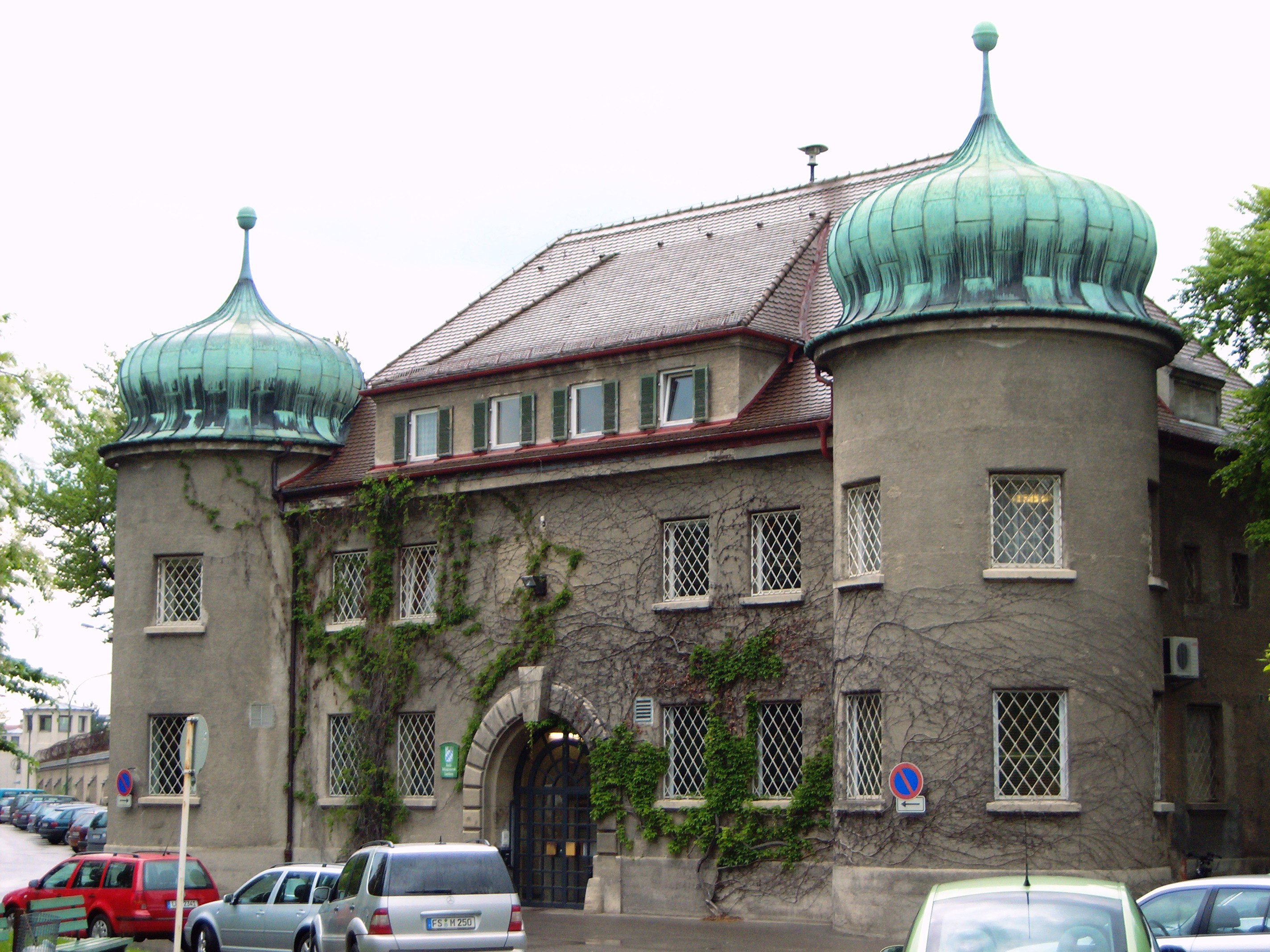
Ingang van de gevangenis van Landsberg

De gevangenis van Landsberg is een gevangenis in Landsberg am Lech, een stad in het zuidwesten van Beieren in Duitsland, op zo'n 45 km van München.

## Geschiedenis
De gevangenis van Landsberg werd in 1910 in gebruik genomen. De bekendste gevangene was Adolf Hitler die er in 1924 een jaar opgesloten zat nadat hij schuldig bevonden was aan verraad tijdens de Bierkellerputsch. Het was tijdens deze gevangenschap dat hij met de hulp van zijn assistent Rudolf Hess zijn boek Mein Kampf schreef.
Na de Tweede Wereldoorlog was hier de War Criminals Prison No. 1 gevestigd waar de Amerikaanse bezettingsmacht talrijke nazikopstukken gevangen hield. Op het terrein van de gevangenis werden ongeveer 290 oorlogsmisdadigers ter dood gebracht, onder wie Karl Brandt, hoofdbeklaagde in het zogenaamde artsenproces, en leiders van Einsatzgruppen zoals Erich Naumann en Otto Ohlendorf. De laatste executies van nazi-aanhangers vonden medio 1951 plaats.
Tegenwoordig ressorteert de gevangenis van Landsberg - nog steeds als zodanig gebruikt - onder het Beierse ministerie van justitie. De bekendste gevangene van 2014 was Uli Hoeneß, voormalig voorzitter van Bayern München, die hier gevangengezet was na zijn veroordeling wegens belastingontduiking.